# Borriol (kommunhuvudort)
Borriol är en kommunhuvudort i Spanien.   Den ligger i provinsen Província de Castelló och regionen Valencia, i den östra delen av landet, 300 km öster om huvudstaden Madrid. Borriol ligger 199 meter över havet och antalet invånare är 4 321.
Terrängen runt Borriol är kuperad norrut, men söderut är den platt. Terrängen runt Borriol sluttar söderut. Runt Borriol är det tätbefolkat, med 636 invånare per kvadratkilometer. Närmaste större samhälle är Castelló de la Plana, 6,6 km söder om Borriol. Runt Borriol är det i huvudsak tätbebyggt.